# あいち情報専門学校
あいち情報専門学校（あいちじょうほうせんもんがっこう）は、愛知県豊橋市関屋町にある私立専修学校高等課程及び専門学校。

## 概要
学校法人電波学園が設置する。1991年（平成3年）に開校。主にソフトウェア情報（コンピュータ）技術習得を目的とする。2016年（平成28年）専門課程募集停止。現在は中学卒業が入学資格の高等課程のみ設置している。

## 設置学科

### 専門課程
- 情報処理科 情報処理コース（募集停止中）
- 情報処理科 情報電気コース（募集停止中）

### 高等課程
入学資格は愛知、岐阜両県の中卒見込者。
- 総合科（1年生全体）
- 総合科 情報コース（2年生選択）（愛知産業大学三河高等学校通信制）
- 総合科 電気コース（2年生選択）（愛知産業大学三河高等学校通信制）

## 概観

### 建学の精神
社会から喜ばれる知識と技術をもち、歓迎される人柄を兼ね備えた人材を育成し、英知と勤勉な国民性を高め科学技術、文化の発展に貢献する。

### 沿革
- 1952年（昭和27年） - 前身となる名古屋高等無線電信学校が開校。
- 1959年（昭和34年） - 学校法人電波学園を設立。
- 1991年（平成3年） - 愛知技術短期大学情報専門学校を設立。
- 2000年（平成12年） - 愛知工科大学情報専門学校に改称。
- 2004年（平成16年） - あいち情報専門学校に改称。
- 2014年（平成26年） - あいち情報専門学校 高等課程を開設。
- 2016年（平成28年） - あいち情報専門学校専門課程募集停止。

## 施設・設備
- 多目的教室
- 体育館 2020年建設
- ビジネスソフト実習室
- ネットワーク実習室
- プログラミング CAD実習室
- プログラミング シーケンス実習室
- 電気実習室
- コンピュータ室
- サーバ室
- カウンセリングルーム
- 保健室
- 就職指導室
- 講堂

## 主な資格取得
- 基本情報技術者
- ITパスポート試験
- 第二種電気工事士
- 第一種電気工事士
- 総合通信 - 2級デジタル工事担任者
- MCA
- マイクロソフトオフィススペシャリスト
- Excel・Word・Accessの各技能認定試験1級
- 簿記検定

など

## 行事
- 入学式・始業式（4月）
- オリエンテーション（4月）
- 社会研修（5月）
- 体育祭（6月）
- 学校祭（10月）
- 3年生送る会（2月）
- 卒業式（2月）
- 修学旅行（3月）

## 基本データ

### 交通アクセス
本校の地下に自転車用駐輪場あり。
- JR・名鉄・豊橋鉄道ともに「豊橋駅」駅から徒歩で約20分。
- 豊鉄市内線（東田本線）「市役所前停留場」から徒歩で約3分。
- 豊鉄バス「市役所前」バス停から徒歩ですぐ。

## 電波学園姉妹校
学校法人電波学園は、以下の学校を運営している。
- 愛知工科大学
- 愛知工科大学自動車短期大学
- 名古屋工学院専門学校
- 東海工業専門学校金山校
- 東海工業専門学校熱田校
- あいちビジネス専門学校
- あいち造形デザイン専門学校[2]
- あいち福祉医療専門学校
- 名古屋外語・ホテル・ブライダル専門学校[3]
- ぎふ国際高等学校 - 併修校